# Betty Webb
Pour les articles homonymes, voir Webb.
Charlotte Elizabeth "Betty" Webb (née Vine-Stevens le 13 mai 1923 et morte le 31 mars 2025) est une décrypteuse britannique qui a travaillé sur les codes nazis et japonais à Bletchley Park pendant la Seconde Guerre mondiale.

## Biographie
Betty Vine-Stevens naît en 1923 à Richard's Castle, à la frontière du Herefordshire et du Shropshire, près de Ludlow,, dans une fratrie de trois enfants, fille de Leslie Vine-Stevens, employé de la Lloyd's, et de son épouse Charlotte née Harris. Elle grandit dans le Herefordshire, à Ryeford et elle est scolarisée à domicile où sa mère, une professeure de piano, lui enseigne l'allemand. Au début de la Seconde Guerre mondiale, elle étudie les arts ménagers au Radbrook College de Shrewsbury, lorsqu'elle rejoint en mai 1941 le Auxiliary Territorial Service, à l'âge de 18 ans. Après une formation de base à Wrexham, elle est recrutée à Bletchley Park dans le Buckinghamshire,,,.

## Activités durant la Seconde Guerre mondiale à Bletchley Park
À son arrivée à Bletchley Park, elle est chargée de cataloguer les messages radio allemands cryptés interceptés par les Britanniques,,, puis les messages japonais. Elle est envoyée au Pentagone à Washington en mai 1945 puis rentre en Angleterre en novembre 1945.
Comme les autres recrues de Bletchley Park, elle signe la loi sur les secrets officiels avant de pouvoir commencer son activités, et s'engage à ne pas divulguer la nature de son activité à l'extérieur.
Après la guerre, elle suit un cours de secrétariat et travaille dans une école secondaire de Ludlow, puis retourne dans l'armée, où elle s'occupe du recrutement dans les Midlands de l'Ouest. Elle se marie en 1970 avec Alfred Webb, puis après la mort de celui-ci, elle travaille pour la Birmingham Law Society et est conseillère municipale conservatrice à Wythall, dans le Worcestershire.

## Fin de vie, honneurs et mort
Elle a déclaré, à propos de sa participation aux activités secrètes à Bletchley Park : « Je voulais faire quelque chose de plus pour l'effort de guerre que de faire cuire des feuilletés de saucisse ».
Betty Webb est nommée membre de l'ordre de l'Empire britannique (MBE) en 2015 « pour services rendus à la mémoire et à la promotion du travail de Bletchley Park »,. Elle est nommée chevalier de la Légion d'honneur en 2021.
En 2023, elle est invitée au couronnement du roi Charles III. Elle célèbre ses 100 ans en mai 2023 lors d'une fête à Bletchley Park, où elle bénéficie d'un vol dans un bombardier Avro Lancaster.
Betty Webb meurt le 31 mars 2025, à l'âge de 101 ans.

## Ouvrages
- Betty Webb, No More Secrets: My Part in Codebreaking at Bletchley Park and the Pentagon, Ad Lib Publishers Limited, 2023 (ISBN 978-1837-7002-19)
- Charlotte Webb, Secret Postings: Bletchley Park to the Pentagon, BookTower Publishing, 2014 (ISBN 978-0955-7164-78)